# Burns (Tennessee)
Pour les articles homonymes, voir Burns.
Burns est une municipalité américaine située dans le comté de Dickson au Tennessee.
Selon le recensement de 2010, Burns compte 1 468 habitants. La municipalité, située à l'est de Dickson, s'étend sur 3,74 milles carrés (9,69 km2).
Durant la guerre de Sécession, la localité de The Grade est habitée par des employés du chemin de fer et des soldats de l'Union. Les sources divergent sur l'origine du nom actuel de la ville : en référence au capitaine Burns, dirigeant d'un détachement de militaires afro-américains, au poète Robert Burns ou au président du Nashville and Northwestern Railroad. Burns devient une municipalité en 1953.